# Dolmen von Årslev
Der Dolmen von Årslev (dänisch Årslev-dyssen) ist eine der wenigen Dolmen in der Region, der nicht im Zusammenhang mit der Ausweitung der Stadt Århus und der Landwirtschaft in Dänemark völlig zerstört wurde. Wegen der umliegenden Gebäude und der tiefen Ausbaggerung des Geländes im Zusammenhang mit dem doppelspurigen Ausbau des Silkeborgvej ist es schwer, sich die ursprüngliche Landschaft vor etwa 5500 Jahre vorzustellen, als der Dolmen gebaut wurde. 700 m östlich lag bis 1880 ein ähnlicher Dolmen. Ein weiteres Großsteingrab stand im Wald gegenüber dem Dolmen. Das Großsteingrab stammt aus der Jungsteinzeit etwa 3500–2800 v. Chr. und ist eine Megalithanlage der Trichterbecherkultur (TBK). 

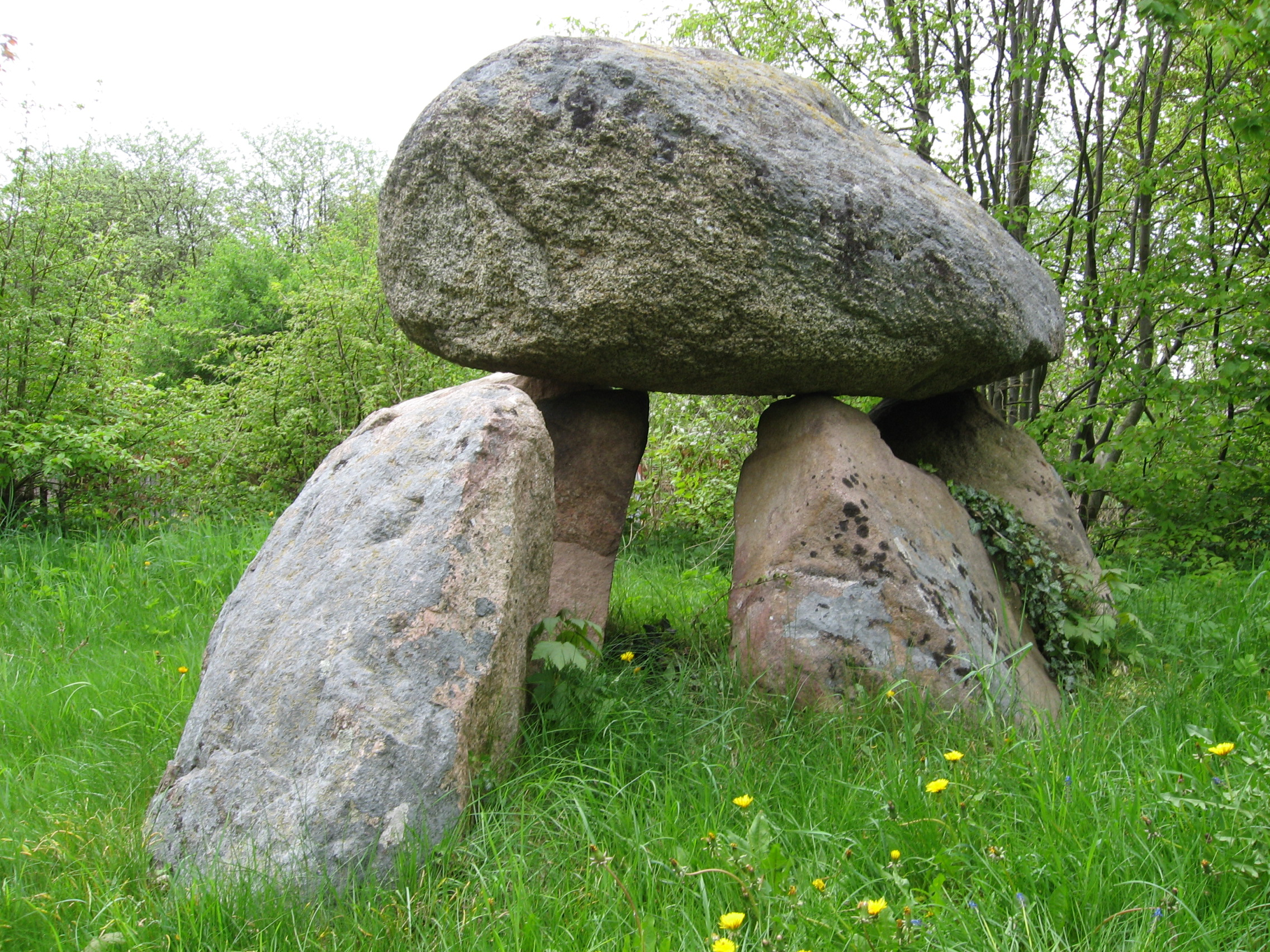
Dolmen von Årslev

Neolithische Monumente sind Ausdruck der Kultur und Ideologie neolithischer Gesellschaften. Ihre Entstehung und Funktion gelten als Kennzeichen der sozialen Entwicklung.

## Beschreibung
Die Megalithanlage ist vom Typ erweiterter Dolmen. Die Kammer ist der zentrale Teil einer ursprünglich komplexeren Anlage, unter einem Hügel, der von Randsteinen eingefasst war und die Kammer bedeckte. Die Kammer war etwas größer und hatte einen Gang und einen zweiten Deckstein. Diese Steine sind im Laufe der Zeit verschwunden. Die Decksteine wurden ursprünglich von vier oder fünf Tragsteinen unterstützt. Der erhaltene Deckstein wurde möglicherweise in der Vorzeit gespalten, um eine ebene Kammerdecke zu erhalten.
Über Funde oder Ausgrabungen ist nichts bekannt, aber die etwas jüngere benachbarte Anlage auf der anderen Seite des Silkeborgvej wurde 1822 von Oberst Hoegh Guldberg ausgegraben. Er fand zwei Messer, Pfeilspitzen und eine Sichel aus Feuerstein, Keramik und mehr als 60 Bernsteinperlen.